# 古斯塔夫·施密特
古斯塔夫·施密特（Gustav Schmidt，1894年4月24日—1943年8月7日）是一位纳粹德国德意志國防軍将领，曾参加第二次世界大战，指揮第19裝甲師，获颁騎士鐵十字勳章。1943年8月7日，他在率部抵御苏联红军發起的別爾哥羅德-哈爾科夫攻勢期间，为免遭俘虏，施密特自杀身亡。